# Nagaré
Nagaré är en ort i Burkina Faso.   Den ligger i regionen Est, i den östra delen av landet, 400 km öster om huvudstaden Ouagadougou. Nagaré ligger 228 meter över havet och antalet invånare är 4 565.
Terrängen runt Nagaré är platt åt sydost, men åt nordväst är den kuperad. Terrängen runt Nagaré sluttar söderut. Runt Nagaré är det ganska glesbefolkat, med 24 invånare per kvadratkilometer.. Det finns inga andra samhällen i närheten.
Omgivningarna runt Nagaré är en mosaik av jordbruksmark och naturlig växtlighet.